# Hertigdömet Głogów

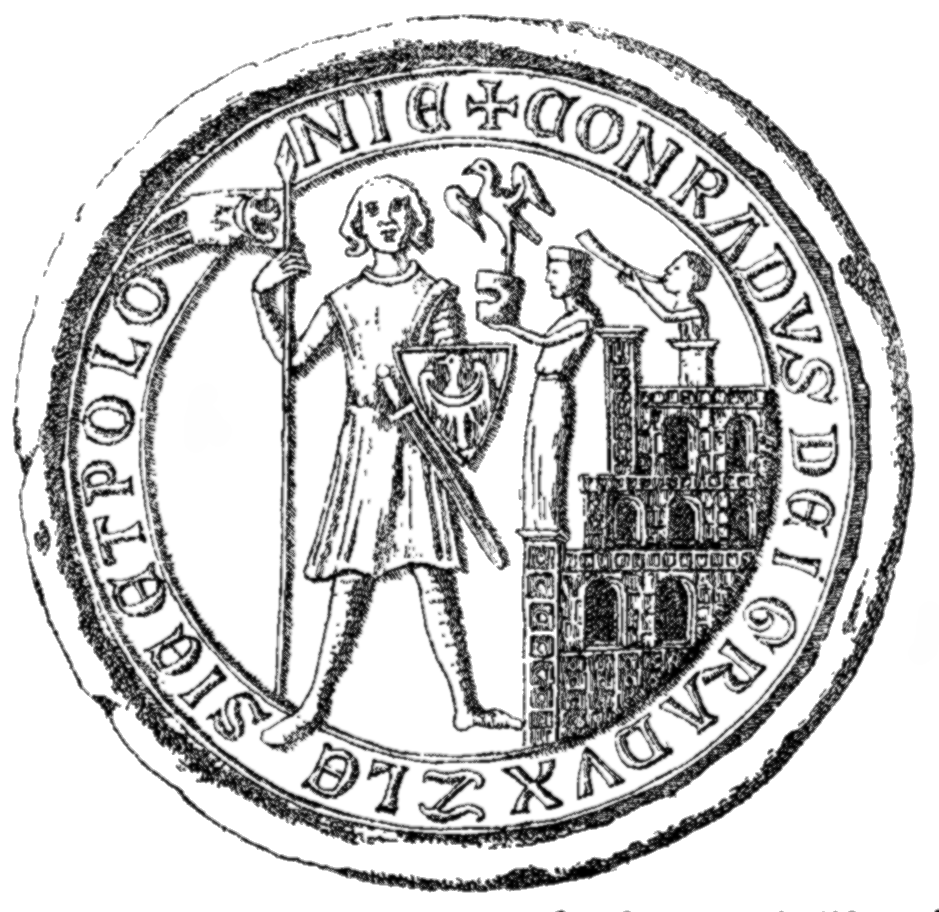
Hertig Konrad I av Głogóws sigill från 1253. Inskriptionen lyder "CONRADVS DEI GRA DUX ZLESIE ET POLONIE" (Konrad med Guds nåd hertig av Schlesien och Polen)

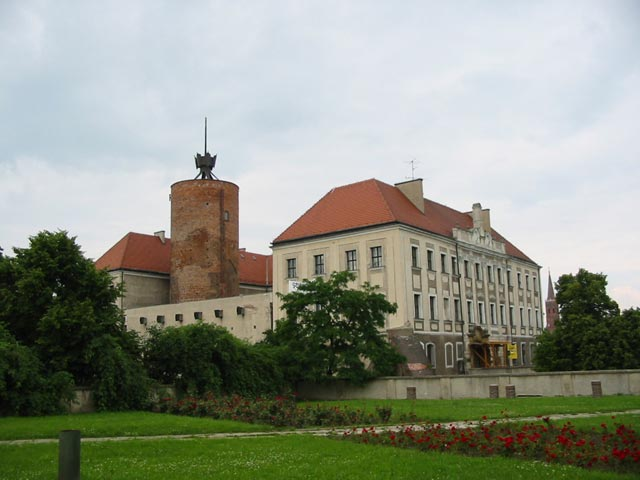
Głogóws slott, residens för hertigarna av Głogów. Ursprungligen var slottet en träborg som byggdes ut i tegel under slutet av 1200-talet.

Hertigdömet Głogów, polska: Księstwo głogowskie, tjeckiska: Hlohovské knížectví, även känt som Hertigdömet Glogau (tyska: Herzogtum Glogau), var ett hertigdöme i Nedre Schlesien under medeltiden, under större delen av sin historia styrt av den schlesiska grenen av huset Piast. Głogów (Glogau) var huvudstad i hertigdömet, och senare fungerade även Freystadt som huvudstad under den period då hertigdömet var delat i en kunglig och en hertiglig del.

## Historia

### Första hertigdömet (1177 – omkr. 1180)
Hertigdömet bildades två gånger genom arvsdelning av huset Piasts hertigdömen i Schlesien. Första gången var 1177, för Konrad (Konrad Laskonogi), son till Vladislav II "den förvisade", då ur hertigdömet Schlesien som regerades av hans bror Boleslav I "den långe". Konrad Laskonogi omnämns dock inte under 1180-talet och tros ha avlidit under slutet av 1170-talet, varvid hertigdömet åter uppgick i hertigdömet Schlesien.

### Andra hertigdömet
År 1241 stupade den polske seniorhertigen Henrik II i slaget vid Legnica. Efter hans död delades hans schlesiska hertigdöme mellan hans fyra söner. Området omkring Głogów kom att ingå i hertigdömet Legnica som tillföll den äldste sonen Boleslav II, men han tvingades samtidigt att medregera området med sin yngste bror Konrad. Då Konrad krävde att få ett eget hertigdöme, kom bröderna att hamna i konflikt, och under perioden 1249-1251 erövrade Konrad Głogów, Beuthen an der Oder, Sandewalde, Steinau, Żagań och Crossen an der Oder, vilka tillsammans bildade hertigdömet Głogów.
Hertigdömet var ett ärftligt hertigdöme under Konrads ättlingar av huset Piast under perioden 1251-1476, och delades flera gånger under denna period. De schlesiska hertigdömena lösgjorde sig från Polen under början av 1300-talet, och 1331 gjorde kung Johan den blinde av Böhmen hertigdömet till en vasall under kungarna av Böhmen. Hertigdömet delades därefter i ett kungligt län under böhmiska kronan och en del som ärvdes av hertigen Henrik I av Jauer. 
En arvsstrid uppstod omkring hertigdömet efter Henrik XI av Glogaus död 1476, mellan Johan II av Sagan och kurfursten Albrekt Akilles av Brandenburg, som slutligen ledde till att hertigdömet föll under den böhmiska kronan och från 1506 uppgick i de böhmiska arvländerna. Mellan 1526 och 1742 ingick hertigdömet som kronlän under Habsburgkejsarna i egenskap av kungar av Böhmen, innan Schlesien annekterades av Preussen efter Österrikiska tronföljdskriget 1742. Genom administrativa reformer och bildandet av provinsen Schlesien i Preussen 1815 förlorade hertigdömet helt sin administrativa betydelse.

## Hertigar av Głogów
Hertigdömet etablerades genom Konrad I/II av Głogów 1251.
- 1273/74–1309: Henrik III av Głogów (även som Henrik I)
- 1309–1323: Henrik IV av Głogów (även som Henrik II) (död 1342), son, tillsammans med bröderna: 
  - 1312–1319 Johan
  - 1312–1323 Premyslav II

Delning 1312: Hertigdömet Oels till Boleslav (död 1321), Hertigdömet Namslau till Konrad I (död 1366), också söner till Henrik III
- 1323–1331: Premyslav II (död 1331)

1331: Hertigdömet erkänner kung Johan den blinde av Böhmen som länsherre.
1344: Glogau delas i en hertiglig och en kunglig del
- 1344–1369: Henrik V "av järn" (född 1369)
- 1369–1378 Henrik VI den äldre, med bröderna:
  - Henrik VII "Rumpold" och
  - Henrik VIII "Sparven"
- 1378–1394 Henrik VII "Rumpold"
- 1394–1397 Henrik VIII "Sparven"
- 1397–1412 Johan I av Sagan och Glogau, med förmyndaren
  - 1397–1401 Ruprecht I av Liegnitz
- 1413–1467 Henrik IX med:
  - 1413–1423 Henrik X "Rumpold" och
  - 1413–1418 Wencel, söner till Henrik VIII
- 1467–1476: Henrik XI, siste hertigen av Glogaulinjen av huset Piast

1476–1482: Arvsstrid
- 1482–1488: Johan II "den galne" av Sagan, avsatt 1488, död 1504, siste hertigen av Saganlinjen av huset Piast
- 1488–1490: Johan Corvinus, utomäktenskaplig son till kung Matthias Corvinus
- 1490: Indraget till böhmiska kronan av kung Vladislav II
  - 1491–1496: Pantsatt till Johan I Albrekt av Polen
  - 1499–1506: Förlänat till Sigismund I av Polen

År 1506 blev hertigdömet ett böhmiskt kronlän.

## Hertigar av den kungliga delen av Głogów
- 1384–1410 Premyslav I av Teschen
- 1410–1431 Boleslav I av Teschen
- 1431–1460 Vladislav av Teschen
  - 1460–1480 Livgeding för Vladislavs änka Margareta von Cilli (död 1480)
- 1460–1476 Premyslav II av Teschen (död 1477)
- 1476: förlänat av kung Matthias Corvinus till Johan II av Sagan